# Mouchin
Mouchin est une commune française située dans le département du Nord en région Hauts-de-France.

## Géographie
Mouchin est située dans la Pévèle à une trentaine de kilomètres au sud-est de Lille. Elle est délimitée au nord-est par la frontière belge. Tournai est à 13 kilomètres au nord-est, Saint-Amand-les-Eaux à 14 kilomètres au sud-est et Orchies à 7 kilomètres au sud-ouest.

### Communes limitrophes
| Cobrieux | Bachy         | Rumes ( Belgique)     |
| Genech   | Mouchin       | Brunehaut ( Belgique) |
| Nomain   | Aix-en-Pévèle |                       |

### Hydrographie

#### Réseau hydrographique
La commune est située dans le bassin Artois-Picardie. Elle est drainée par l'Elnon, le ruisseau du Pont du Nid, la Bercu, la Gare, le ruisseau du Pont du nid et divers autres petits cours d'eau,.
L'Elnon, d'une longueur de 16 km, prend sa source près de Rumes, en Belgique, et se jette  dans le Courant de l'Hopital à Saint-Amand-les-Eaux, après avoir traversé cinq communes. 

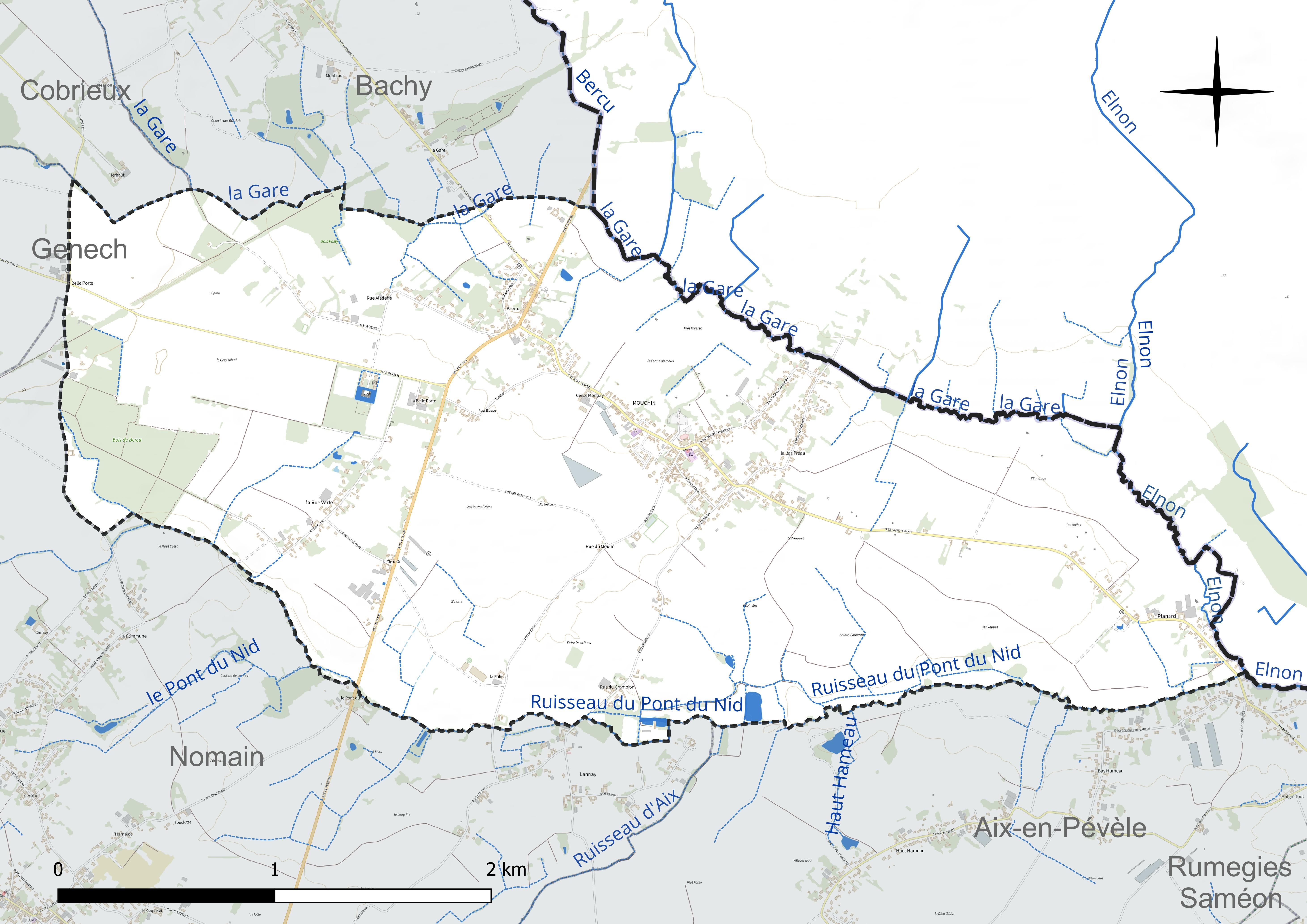
Réseau hydrographique de Mouchin.

#### Gestion et qualité des eaux
Le territoire communal est couvert par le schéma d'aménagement et de gestion des eaux (SAGE) « Scarpe aval ». Ce document de planification concerne un territoire de 624 km2 de superficie, délimité par le bassin versant de la Scarpe aval, comprenant la Pévèle, la plaine de la Scarpe et le bassin minier avec l'Ostrevent. Le périmètre a été arrêté le 18 mars 1997 et le SAGE proprement dit a été approuvé le 12 mars 2009, puis révisé le 5 juillet 2021. La structure porteuse de l'élaboration et de la mise en œuvre est le parc naturel régional Scarpe-Escaut. 
La qualité des cours d'eau peut être consultée sur un site dédié géré par les agences de l'eau et l'Agence française pour la biodiversité. 

### Climat
Pour des articles plus généraux, voir Climat des Hauts-de-France et Climat du Nord.
En 2010, le climat de la commune est de type climat océanique dégradé des plaines du Centre et du Nord, selon une étude du CNRS s'appuyant sur une série de données couvrant la période 1971-2000. En 2020, Météo-France publie une typologie des climats de la France métropolitaine dans laquelle la commune est exposée à un climat océanique et est dans la région climatique  Nord-est du bassin Parisien, caractérisée par un ensoleillement médiocre, une pluviométrie moyenne régulièrement répartie au cours de l'année et un hiver froid (3 °C).
Pour la période 1971-2000, la température annuelle moyenne est de 10,6 °C, avec une amplitude thermique annuelle de 14,3 °C. Le cumul annuel moyen de précipitations est de 691 mm, avec 12,2 jours de précipitations en janvier et 9,3 jours en juillet. Pour la période 1991-2020, la température moyenne annuelle observée sur la station météorologique la plus proche, située sur la commune de Cappelle-en-Pévèle à 8 km à vol d'oiseau, est de 11,1 °C et le cumul annuel moyen de précipitations est de 736,6 mm,. Pour l'avenir, les paramètres climatiques de la commune estimés pour 2050 selon différents scénarios d'émission de gaz à effet de serre sont consultables sur un site dédié publié par Météo-France en novembre 2022.

## Urbanisme

### Typologie
Au 1er janvier 2024, Mouchin est catégorisée bourg rural, selon la nouvelle grille communale de densité à sept niveaux définie par l'Insee en 2022.
Elle appartient à l'unité urbaine de Bachy, une agglomération intra-départementale regroupant trois  communes, dont elle est ville-centre,,. Par ailleurs la commune fait partie de l'aire d'attraction de Lille (partie française), dont elle est une commune de la couronne,. Cette aire, qui regroupe 201 communes, est catégorisée dans les aires de 700 000 habitants ou plus (hors Paris),.

### Occupation des sols
L'occupation des sols de la commune, telle qu'elle ressort de la base de données européenne d'occupation biophysique des sols Corine Land Cover (CLC), est marquée par l'importance des territoires agricoles (87,3 % en 2018), en diminution par rapport à 1990 (90,1 %). La répartition détaillée en 2018 est la suivante : 
terres arables (75,1 %), zones urbanisées (9,8 %), prairies (6,1 %), zones agricoles hétérogènes (6,1 %), forêts (3 %). L'évolution de l'occupation des sols de la commune et de ses infrastructures peut être observée sur les différentes représentations cartographiques du territoire : la carte de Cassini (XVIIIe siècle), la carte d'état-major (1820-1866) et les cartes ou photos aériennes de l'IGN pour la période actuelle (1950 à aujourd'hui).

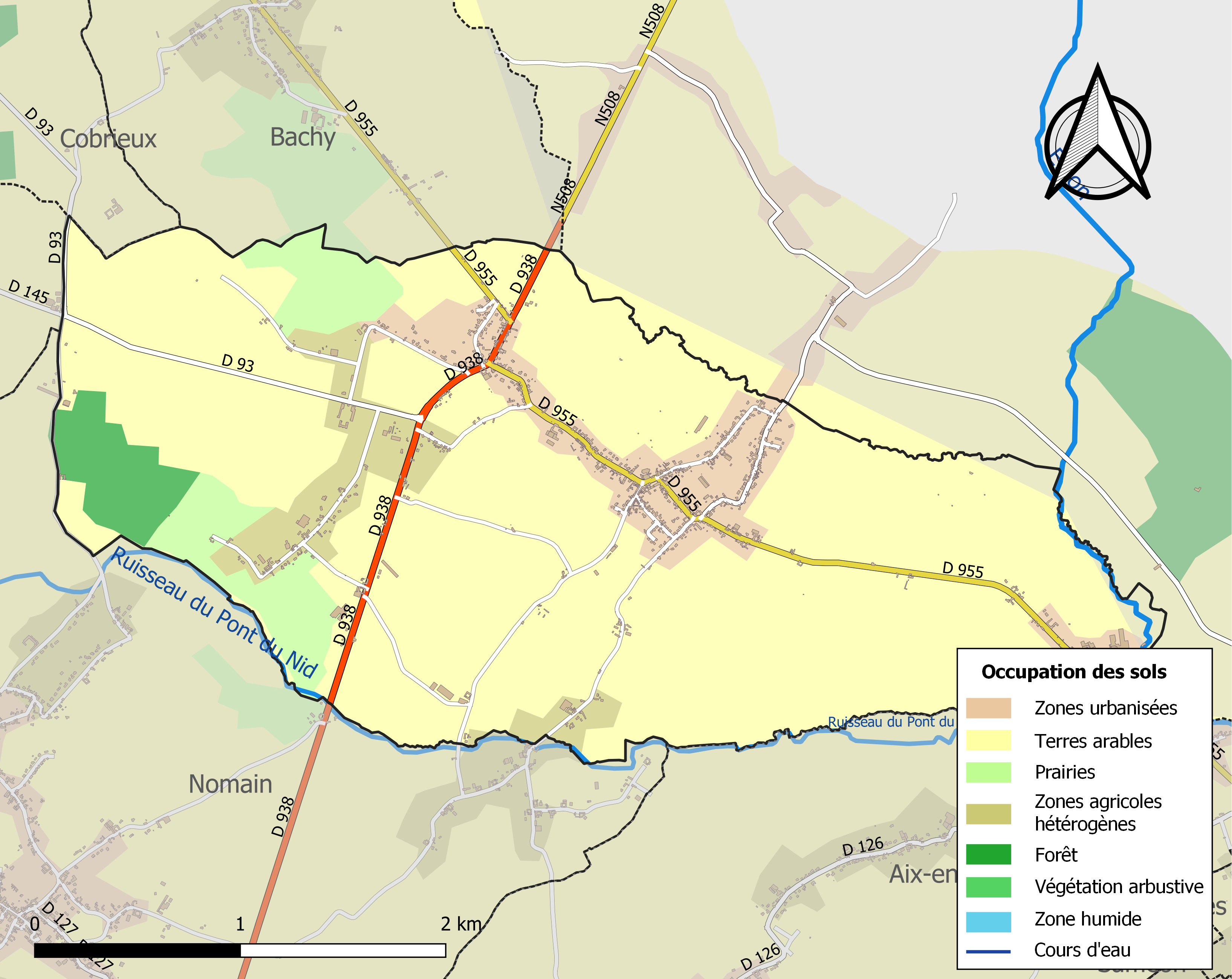
Carte des infrastructures et de l'occupation des sols de la commune en 2018 (CLC).

## Histoire
Mouchin est situé à 1 km de la voie romaine qui reliait Arras à Tournai. L'existence de Mouchin est attestée au IXe siècle, sous le nom de Moucinium dans un décret de Charles le Chauve vers 847 en vertu duquel la commune est redevable du 9e de ses ressources aux religieux de l'Abbaye de St-Amand. Cette dîme fut payée jusqu'au XVIIIe siècle après un retentissant procès que les mouchinois gagnèrent aux dépens de l'Abbaye[réf. nécessaire]. Mouchin change souvent de seigneurie et d'évêché, Saint-Amand, Tournai, Marchiennes, tout en restant rattaché à Lille.
Avant la Révolution française, Mouchin est le siège d'une seigneurie. En 1355, Jean Clenquet en est le détenteur. Un autre Jean Clenquet et sa femme Marie Gommer vendent le 28 janvier 1405 la seigneurie de Mouchin à Hugues de Quartes, conseiller du roi de France.
Bercu ou Bercus, sur Mouchin, était également le siège d'une seigneurie, connue dès 1176, où un Wattier ou Gauthier Ier la détient. Il épouse Antoinette d'Hierin, fille d'Anseau ou Anselme, chevalier, sire de Hiérin. Leur fils Gauthier II la possède ensuite. Il épouse Clémence de Bondues. En 1373, Baude ou Baudouin de Bercus est seigneur du lieu. La seigneurie passe plus tard à Jean, sire de Bercus, père de Marie, dame de Bercus, morte après 1355, mariée avant 1339 à Jean de Croix, écuyer, seigneur de Drumez, fils d'Olivier, seigneur de Croix. Leur fils Gilbert de Croix, dit de Drumez, écuyer, est condamné le 9 octobre 1353 à payer une amende à l'abbaye de Flines pour avoir injurié et blessé les représentants du monastère. L'amende n'ayant pas été acquittée, la seigneurie est vendue par le sergent du roi aux enchères publiques, après annonces faites en l'église de Mouchin , et à Orchies et Lille. Elle est vendue au plus offrant à Messire Simon de Lallaing (Maison de Lalaing), chevalier, pour 474 écus d'or. Bernard de Croix, frère cadet de Gilbert, récupère toutefois la terre (retrait lignager probable), qui passe à son neveu et héritier Othon de Croix. Othon vend la seigneurie à Gilles Hanette, seigneur de Bercus en 1417 et 1426, marié à Catherine d'Auberchicourt, fille de Jean, chevalier (Famille d'Auberchicourt). Bercus passe à leur fils Jean, seigneur de Bercus en 1430, qui en sert le dénombrement en 1411 et 1456. Il épouse Jeanne du Chastel de la Hovarderie (Famille du Chastel de la Hovarderie). Leur fils est Messire Quentin Hanette, chevalier, seigneur de Bercus en 1426 et 1487, mort avant 1493, époux d'Anastasie de Landas, morte avant 1503. Leur fils Arnould d'Hanette, chevalier, seigneur de Bercus en 1493, épouse Catherine de la Vacquerie, fille de Jean de la Vacquerie, Premier président du Parlement de Paris. Bercus passe à leur fils François Hanette qui la relève en août 1526. François, mari de Jeanne le Preudhomme d'Hailly, est inhumé dans la chapelle Notre-Dame de l'église de Mouchin avec son épouse. Leur fille Catherine se marie avec Philippe de Tenremonde (Famille de Tenremonde), chevalier, seigneur de Bachy et de Mérignies. La seigneurie de Bercus reste alors dans la famille de Tenremonde pendant environ deux siècles.
Au XVIIe siècle, la ferme-château, du hameau de Bercu, fut une brasserie de bière puis une fromagerie avec un fromage nommé la « Mouchinette » très apprécié dans toute la région.
Entre 1896 et 1932, la ligne de chemin de fer de Saint-Amand à Hellemmes de 32 km dessert la commune.
Le 24 août 1914, le 21e régiment d'infanterie territoriale français après de violents combats sur Rumes, voit son 2e bataillon s'installer au château de Mouchin alors que son 3e bataillon passe au village et se dirige sur Genech. Mais les Allemands envoient une pluie d'obus sur le régiment qui doit se replier sur Nomain puis Orchies.

## Politique et administration

### Tendances politiques et résultats
Lors du premier tour des élections municipales le 15 mars 2020, quinze sièges sont à pourvoir ; on dénombre 1 018 inscrits, dont 572 votants (56,19 %), 8 votes blancs (1,40 %) et 552 suffrages exprimés (96,50 %). La liste Défense des intérêts communaux menée par le maire sortant Christian Devaux recueille 323 voix (58,51 %) et remporte ainsi douze sièges au conseil municipal contre trois pour la liste Mouchin demain menée par Quentin Morgan avec 229 voix (41,49 %).

### Liste des maires
| Identité                                      | Période          | Période                        | Durée            | Étiquette                 |
| Identité                                      | Début            | Fin                            | Durée            | Étiquette                 |
| --------------------------------------------- | ---------------- | ------------------------------ | ---------------- | ------------------------- |
| Jacques Hyacinthe Bulteau (d)                 | janvier 1790     | novembre 1791                  | 1 an et 10 mois  |                           |
| Pierre-François Madoux (d)                    | 13 novembre 1791 | 1792                           | 1 an             |                           |
| Jacques Bulteau (d)                           | 1792             | juillet 1795                   | 3 ans            |                           |
| André Clenquet (d)                            | 19 juillet 1795  | juillet 1800                   | 5 ans            |                           |
| Jacques Bulteau (d)                           | 29 juillet 1800  | 1807                           | 7 ans            |                           |
| Joseph Marie-Ange Le Sart (d) (mort en 1824)  | 1807             | 1824 (mort en cours de mandat) | 17 ans           |                           |
| Pierre Hubert Devaux (d)                      | juillet 1824     | 1830                           | 6 ans            |                           |
| Pierre Nicolle (d)                            | 1830             | 1855                           | 25 ans           |                           |
| Louis Bulteau (d)                             | 1855             | octobre 1870                   | 15 ans           |                           |
| Nicolle Varlet (d) (XIXe siècle - XXe siècle) | 31 octobre 1870  | 1915                           | 45 ans           |                           |
| Léon Deroubaix (d)                            | 1915             | 1919                           | 4 ans            |                           |
| Ferdinand Puche (d)                           | 1919             | 1929                           | 10 ans           |                           |
| Jules Lecouffe (d)                            | 1929             | 1935                           | 6 ans            |                           |
| Henri Martin (d)                              | 1935             | 1947                           | 12 ans           |                           |
| Jean Danna (d)                                | 1947             | mars 1971                      | 24 ans           |                           |
| Fernand Lemaire (d)                           | mars 1971        | mars 1977                      | 6 ans            |                           |
| Jacques Mahiez (d),                           | mars 1977        | mars 2008                      | 31 ans           | divers droite             |
| Paul Lemaire (d)                              | mars 2008        | mars 2014                      | 6 ans            |                           |
| Christian Devaux (d), (né le 3 août 1956)     | mars 2014        | En cours                       | 11 ans et 5 mois | divers droite indépendant |

### Instances judiciaires et administratives
La commune relève du tribunal d'instance de Lille, du tribunal de grande instance de Lille, de la cour d'appel de Douai, du tribunal pour enfants de Lille, du tribunal de commerce de Tourcoing, du tribunal administratif de Lille et de la cour administrative d'appel de Douai.

## Population et société

### Démographie

#### Évolution démographique
L'évolution du nombre d'habitants est connue à travers les recensements de la population effectués dans la commune depuis 1793. Pour les communes de moins de 10 000 habitants, une enquête de recensement portant sur toute la population est réalisée tous les cinq ans, les populations de référence des années intermédiaires étant quant à elles estimées par interpolation ou extrapolation. Pour la commune, le premier recensement exhaustif entrant dans le cadre du nouveau dispositif a été réalisé en 2007.

En 2022, la commune comptait 1 466 habitants, en évolution de +4,94 % par rapport à 2016 (Nord : +0,51 %, France hors Mayotte : +2,11 %).
| 1793  | 1800 | 1806  | 1821  | 1831  | 1836  | 1841  | 1846  | 1851  |
| ----- | ---- | ----- | ----- | ----- | ----- | ----- | ----- | ----- |
| 1 020 | 948  | 1 046 | 1 170 | 1 221 | 1 213 | 1 245 | 1 467 | 1 456 |

| 1856  | 1861  | 1866  | 1872  | 1876  | 1881  | 1886  | 1891  | 1896  |
| ----- | ----- | ----- | ----- | ----- | ----- | ----- | ----- | ----- |
| 1 444 | 1 433 | 1 458 | 1 464 | 1 475 | 1 492 | 1 485 | 1 494 | 1 486 |

| 1901  | 1906  | 1911  | 1921  | 1926  | 1931  | 1936  | 1946  | 1954  |
| ----- | ----- | ----- | ----- | ----- | ----- | ----- | ----- | ----- |
| 1 488 | 1 416 | 1 334 | 1 299 | 1 350 | 1 267 | 1 311 | 1 197 | 1 170 |

| 1962  | 1968  | 1975  | 1982  | 1990  | 1999  | 2006  | 2007  | 2012  |
| ----- | ----- | ----- | ----- | ----- | ----- | ----- | ----- | ----- |
| 1 058 | 1 034 | 1 005 | 1 160 | 1 334 | 1 340 | 1 351 | 1 352 | 1 393 |

| 2017  | 2022  | - | - | - | - | - | - | - |
| ----- | ----- | - | - | - | - | - | - | - |
| 1 392 | 1 466 | - | - | - | - | - | - | - |

#### Pyramide des âges
La population de la commune est relativement jeune.
En 2018, le taux de personnes d'un âge inférieur à 30 ans s'élève à 34,0 %, soit en dessous de la moyenne départementale (39,5 %). À l'inverse, le taux de personnes d'âge supérieur à 60 ans est de 26,4 % la même année, alors qu'il est de 22,5 % au niveau départemental.
En 2018, la commune comptait 692 hommes pour 708 femmes, soit un taux de 50,57 % de femmes, légèrement inférieur au taux départemental (51,77 %).
Les pyramides des âges de la commune et du département s'établissent comme suit.
| Hommes | Classe d’âge | Femmes |
| ------ | ------------ | ------ |
| 0,3    | 90 ou +      | 0,6    |
| 4,8    | 75-89 ans    | 7,2    |
| 19,7   | 60-74 ans    | 20,3   |
| 22,6   | 45-59 ans    | 20,3   |
| 17,4   | 30-44 ans    | 18,8   |
| 15,8   | 15-29 ans    | 14,3   |
| 19,4   | 0-14 ans     | 18,5   |

| Hommes | Classe d’âge | Femmes |
| ------ | ------------ | ------ |
| 0,5    | 90 ou +      | 1,4    |
| 5,3    | 75-89 ans    | 8,1    |
| 14,8   | 60-74 ans    | 16,2   |
| 19,1   | 45-59 ans    | 18,4   |
| 19,5   | 30-44 ans    | 18,7   |
| 20,7   | 15-29 ans    | 19,1   |
| 20,2   | 0-14 ans     | 18     |

## Culture locale et patrimoine

### Lieux et monuments

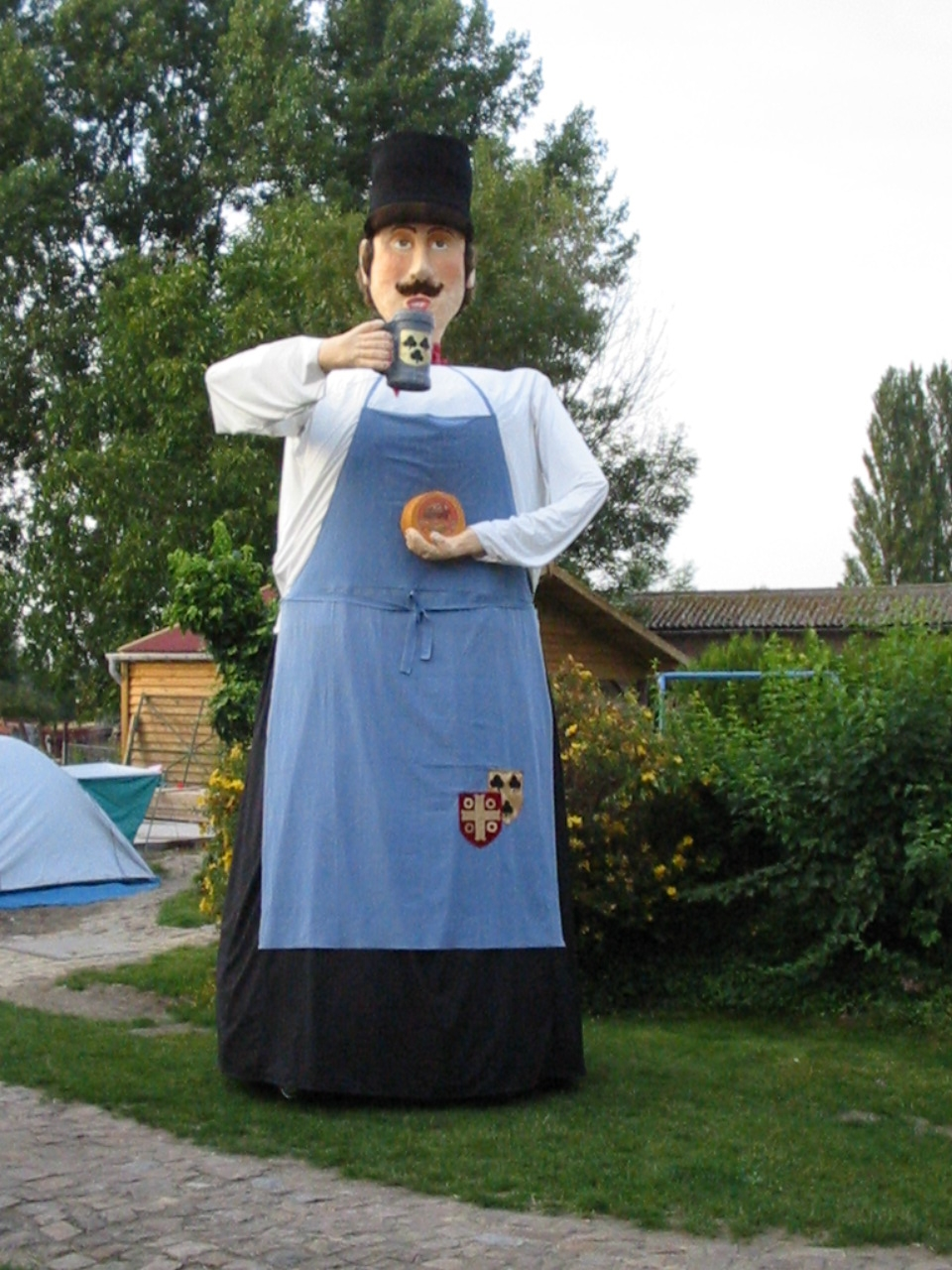
Hippolyte-Hyacinthe.

- Le Père Alexandre Monnet, né à Mouchin, a contribué à l'abolition de l'esclavage en union avec Victor Schœlcher. Il avait créé une paroisse ("La Rivière des Pluies") dans l'île Bourbon, au service des esclaves et des plus pauvres locaux. Mort en rejoignant son diocèse.

### Folklore
Mouchin a pour géant Hippolyte-Hyacinthe, représentant à la fois le dernier seigneur et la période d'évolution et d'industrialisation de la commune.

### Héraldique

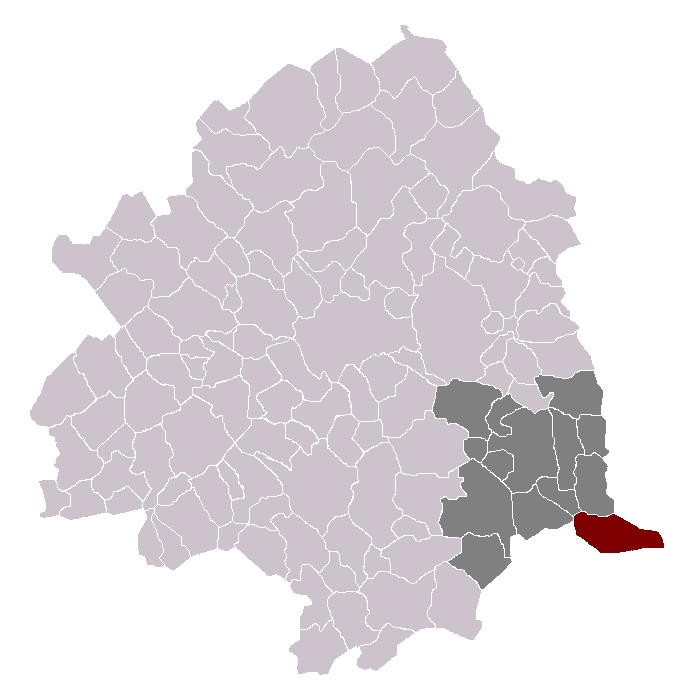
Mouchin dans son canton et son arrondissement

De gueules à la croix ancrée et alaisée d'or, cantonnée de quatre couronnes de laurier du même.
- Armes de Charles-Philippe de la Chapelle, seigneur de Mouchin[38]:

De gueules, à la croix ancrée d'or, cantonnée de quatre annelets d'or fleurdelysés.
- Les armoiries de Bercus :

Retrouvées sur certains corbeaux de poutres, bâtiments, ainsi que sur le "tableau de famille" des Tenremonde,dans la chapelle funéraire se trouvant dans l'église Saint-Éloi de Bachy
D'or à trois trèfles de sable.